# Az-Zahabijja
Az-Zahabijja (arab. الذهبية) – miejscowość w Syrii, w muhafazie Aleppo. W 2004 roku liczyła 1424 mieszkańców.